# Bożniak
Bożniak (niem. Moosberg, 613 m n.p.m.) – szczyt we wschodniej części Grzbietu Południowego Gór Kaczawskich w Sudetach Zachodnich. Położony w krótkim grzbiecie bocznym, odchodzącym od Barańca ku północnemu wschodowi, między Barańcem a Górą Połom.
Zbudowany jest ze skał metamorficznych – zieleńców i łupków zieleńcowych z wkładkami keratofirów, łupków kwarcowo-serycytowych i chlorytowo-serycytowych oraz fyllitów wapnistych należących do metamorfiku kaczawskiego, przeciętych żyłami wulkanicznych porfirów. Porośnięty lasem świerkowym i bukowym.